# Phlegmariurus dacrydioides
Phlegmariurus dacrydioides är en lummerväxtart. Phlegmariurus dacrydioides ingår i släktet Phlegmariurus och familjen lummerväxter.

## Underarter
Arten delas in i följande underarter:
- P. d. dacrydioides
- P. d. dura